# ナガサキヤ
株式会社ナガサキヤは、かつて存在した洋菓子の製造・販売会社である。本社所在地は京都府京都市中京区。玩具・食玩を販売していたことでも知られる。大証2部、京証（両市場とも現物株は現在の東京証券取引所スタンダード市場）にも上場していた（証券コードは2213、東証に上場される予定の他社が取得するかは未定）。

## 概要
1924年に「カステーラの長崎屋」として創業。1942年に法人化しナガサキヤ糧食工業株式会社に改組し、その後1945年に株式会社ナガサキヤに商号を変更する。
主に小売店に向けたカステラ、バームクーヘン、チョコレートキャンディーなどを販売。自動車などのプラスチック製容器に菓子を入れて販売していた。1960年代から発売された野球ボールを模した球形チョコレート「2（ツー）ボールチョコレート」は、読売巨人軍とタイアップして、王貞治や長嶋茂雄、金田正一のサインボールなどが当たるキャンペーンが行われていた。
その後、『ドラえもん』、『チンプイ』、『エスパー魔美』、『ドラゴンボール』、『スーパー戦隊シリーズ』といったテレビアニメ・特撮番組でCMを放送していた。食玩の中では『スーパーマリオ』が数としては一番多く、様々なプラ組立キットやギミックを凝らした食玩が販売された。パッケージはほかの食玩と比べてデザイン性に富んでいてる。また、ナガサキヤは直営の洋菓子販売店や喫茶店も運営し、京都駅11階のレストラン街にも喫茶店を出店。最盛期となった1991年9月期には約165億円の売上を計上した。
しかし、1990年代のバブル経済の崩壊に伴う消費低迷で経営が悪化。1995年期以降毎年赤字を計上し、債務超過に陥る。また、1995年に河原町通に新築した本社ビルの借入費も大きな負担となっていた。このため、工場の売却や店舗の統廃合、新規商品の開発などに務めたものの、最終的に資金繰りに窮し自主再建を断念、2000年7月9日に京都地方裁判所に会社更生法の適用を申請して倒産。同年12月15日には会社更生手続きを取り下げ自己破産した。
その後食玩事業はタカラトミーの関連会社「すばる堂」（現・タカラトミーアーツ）に移管されている。
なお同時期に同様の会社更生法を申請（現在PPIH傘下）したスーパーマーケットの長崎屋とは資本関係は一切ない。

## その他
- 滋賀工場跡付近には帝産湖南交通の「ナガサキヤ口」停留所がある[3]。同工場の閉鎖後も停留所名の変更は行われていない。